# Siay
Siay é um município de  segunda classe de renda municipal (d) na província Zamboanga Sibugay, nas Filipinas. De acordo com o censo de 1 de maio  de  2020 possui uma população de 40 585 pessoas e 10 096 domicílios.